# Tetraclinis articulata
Tetraclinis articulata is een boomsoort uit de cipresfamilie (Cupressaceae). De soort komt voor in Zuid-Spanje, Malta en in Noord-Afrika, van Marokko tot in Noordoost-Libië. Op het Atlasgebergte vormt deze soort bossen. De boom levert een hars op, sandarak genoemd, die wordt gebruikt bij het bereiden van vernis en lak.
Door botanici wordt algemeen aangenomen dat deze soort de θυῖον uit de Odyssee van Homerus is, de θυῖον of θυἰα van Theophrastus, en tevens het 'citrushout' van de romeinen. De naam 'Thuja' is in de zestiende, begin zeventiende eeuw overgegaan op de levensboom.

## Synoniemen
- Thuja articulata Vahl (basioniem; 1791)
  - Cupressus articulata (Vahl) J.Forbes (1839)
  - Callitris articulata (Vahl) H.Karst. (1881)
- Callitris quadrivalvis Vent. ex Rich. (1826)
- Callitris macrostachya Steud. (1840)
- Cupressus triquetra Jacques (1837)
  - Callitris triquetra (Jacques) Loudon (1842)
- Juniperus cunninghamii Carrière (1855)